# Franz Hauser (Bildhauer, 1651)
Franz Hauser („Hauser III“ nach Hermann Brommer; * 2. Februar 1651 in Kirchzarten; † 3. Oktober 1717 in Schlettstadt, Elsass) war ein deutscher, im Breisgau und im Elsass tätiger Bildhauer des Barock.

## Leben

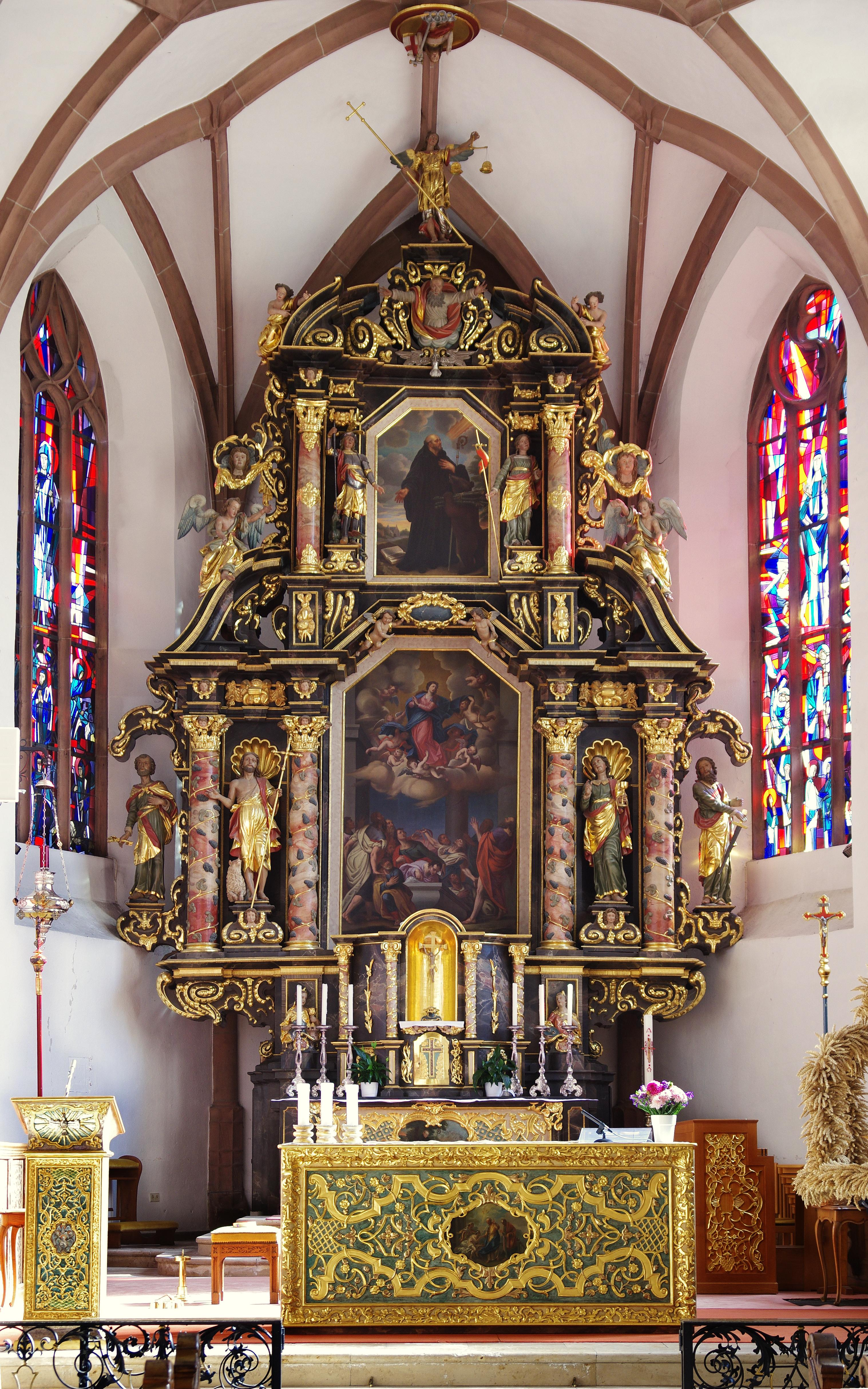
Hochaltar in Kirchzarten

Er gehört zu der großen Breisgauer Bildhauerfamilie Hauser. Schon der Großvater väterlicherseits Georg († um 1653 in Kirchzarten) und der Vater Johann Georg (* 1611, † 1660/61, beides in Kirchzarten) waren Bildhauer. Nach seines Vaters Tod heiratete seine Mutter den Bildhauer Johann Conrad Winterhalder (* 1640 in Neukirch bei Furtwangen im Schwarzwald, † 1676 in Kirchzarten). Franz ging bei seinem Stiefvater Winterhalder in die Lehre. Die Wanderjahre danach führten ihn ins elsässische Schlettstadt, wo er 1672 heiratete. Spätestens beim Tod des Schwiegervaters 1676 zog er in den Breisgau zurück und wohnte in Freiburg. Seine Beziehungen ins Elsass blieben aber eng, und 1703 ist er wieder in Schlettstadt bezeugt. Dort starb 1707 seine Frau, mit der er 9 Kinder gehabt hatte. Er heiratete erneut und hatte mit seiner zweiten Frau noch einmal vier Kinder, von denen ein Sohn, François Antoine (das ist Franz Xaver Anton Hauser (1712–1772)), ihm im Beruf des Bildhauers nachfolgte.

## Werk
Vom umfangreichen Werk im Breisgau und im Elsass ist das meiste verloren, so ein Marienaltar im Freiburger Münster und ein Hochaltar in der Kirche St. Georg in Schlettstadt. Das wichtigste erhaltene Werk sind die Figuren des Hochaltars der katholischen Pfarrkirche St. Gallus in Kirchzarten, ruhig, gerade aufgerichtet, etwas starr wirkend. Außerdem stammt in derselben Kirche die Madonna mit Kind des rechten Seitenaltars von ihm. Die Figuren „offenbaren einen soliden, tüchtigen Schnitzer mittleren Ranges, dem große Leistungen versagt geblieben sind und der sich in keiner Weise mit den bedeutenden Meistern Oberschwabens, Bayerns oder des Bodenseeraumes messen konnte. Das mag auch daher rühren, dass sich Franz Hauser nach sehr kurzer Wanderschaft schon mit 21 Jahren in Schlettstadt sesshaft machte. Für eine umfassende künstlerische Ausbildung bei bedeutenden Lehrmeistern war dies einfach zu wenig. Unter den bekannten Bildschnitzern des ausgehenden 17. Jahrhunderts am Oberrhein ist Franz Hauser immerhin eine interessante Erscheinung.“
Siehe auch: Kanzel (Andlau) von Franz Hauser